# 날개 84
《날개 84》는 1984년 9월 30일에 MBC TV에서 방영되었던 베스트셀러극장이다.

## 줄거리
행글라이더 협회 총무 장욱은 세계 소년 행글라이딩 선수권 대회에 출전하기 위해 전천후 특수 행글라이더 「날개 84」를 제작해 첫 탑승자로 15세 소년 강태욱을 결정한다. 그런데 「날개 84」가 활강한지 수 분 후 행방불명이 되자 장욱은 검사의 기소로 법정에 선다. 한편 태욱은 태평로 뒷골목 각 상점들의 궂은 일을 도맡아 하며 자신의 꿈인 파일럿이 되는 날만을 기다리며 살아가는데...

## 출연
- 최경수
- 최상훈
- 전현
- 조한려
- 주희
- 이호재
- 차재홍
- 김순용
- 정성모
- 이상미
- 정승현
- 김길호
- 유판웅
- 유경숙
- 송경철
- 이경순
- 문회원
- 국정환
- 이성
- 정선일
- 윤철형